# Eritrichium
Eritrichium Schrad. ex Gaudin è un genere di piante della famiglia delle Boraginacee.

## Descrizione
Comprende piante cespitose, qualche volta legnose alla base, perenni.

I fiori, pentameri, sono disposti in cime terminali, di solito per lo più senza brattee.

Il calice è diviso fin quasi alla base e può essere accrescente o no.

La corolla, che può essere di colore violetto, blu o biancastro, è rotata, con un corto tubo e con cinque scaglie nella fauce.

Gli stami sono inclusi, inseriti a circa metà del tubo e senza appendici.

Lo stilo, incluso, porta uno stigma capitato.

Le nucule sono ovoidi a sezione triangolare o turbinate (a cono invertito), lisce o con tubercoli, di solito con un'ala pettinato-dentata, sono attaccate al ricettacolo con solo una parte della loro lunghezza.

## Distribuzione e habitat
Con oltre 70 specie, il genere è ampiamente rappresentato nelle zone temperate ed alpine dell'emisfero boreale (Nord America, Europa e Asia).
In Italia è presente una sola specie, Eritrichium nanum, distribuita lungo tutto l'arco alpino.

## Tassonomia
Il genere comprende le seguenti specie:
- Eritrichium acicularum Y.S.Lian & J.Q.Wang
- Eritrichium aldanense Ovczinnikova
- Eritrichium alpinum Ovczinnikova
- Eritrichium arctisibiricum (V.V.Petrovsky) A.P.Khokhr.
- Eritrichium arenosum D.F.Murray
- Eritrichium aretioides (Cham.) DC.
- Eritrichium argenteum W.Wight
- Eritrichium axilliflorum Li Bing Zhang & Yi F.Duan
- Eritrichium baicalense Popov ex Ovczinnikova
- Eritrichium boreale D.F.Murray
- Eritrichium borealisinense Kitag.
- Eritrichium caespitosum Ovcz.
- Eritrichium canum (Benth.) Kitam.
- Eritrichium caucasicum (Albov) Grossh.
- Eritrichium chamissonis A.DC.
- Eritrichium confertiflorum W.T.Wang
- Eritrichium deltodentum Y.S.Lian & J.Q.Wang
- Eritrichium deqinense W.T.Wang
- Eritrichium dubium O.Fedtsch.
- Eritrichium echinocaryum (I.M.Johnst.) Y.S.Lian & J.Q.Wang
- Eritrichium fetisowii Regel
- Eritrichium fruticulosum Klotzsch
- Eritrichium gracillimum Rech.f.
- Eritrichium grandiflorum D.F.Murray
- Eritrichium hemisphaericum W.T.Wang
- Eritrichium howardii (A.Gray) Rydb.
- Eritrichium humillimum W.T.Wang
- Eritrichium huzhuense X.F.Lu & G.R.Zheng
- Eritrichium incanum (Turcz.) A.DC.
- Eritrichium jacuticum Popov
- Eritrichium jenisseense Turcz. ex A.DC.
- Eritrichium kamelinii Ovczinnikova
- Eritrichium kangdingense W.T.Wang
- Eritrichium karavaevii Ovcz.
- Eritrichium latifolium Kar. & Kir.
- Eritrichium laxum I.M.Johnst.
- Eritrichium lianyongshanii Li Bing Zhang & Yi F.Duan
- Eritrichium longifolium Decne.
- Eritrichium longipes Y.S.Lian & J.Q.Wang
- Eritrichium mandshuricum Popov
- Eritrichium medicarpum Y.S.Lian & J.Q.Wang
- Eritrichium mertonii Riedl
- Eritrichium minimum (Brand) H.Hara
- Eritrichium nanum (L.) Gaudin
- Eritrichium nipponicum Makino
- Eritrichium ochotense Jurtzev & A.P.Khokhr.
- Eritrichium oligocanthum Y.S.Lian & J.Q.Wang
- Eritrichium pamiricum B.Fedtsch. ex O.Fedtsch.
- Eritrichium pauciflorum DC.
- Eritrichium pectinatociliatum Y.S.Lian & J.Q.Wang
- Eritrichium pectinatum (Pall.) DC.
- Eritrichium pendulifructum Y.S.Lian & J.Q.Wang
- Eritrichium petiolare W.T.Wang
- Eritrichium pseudolatifolium Popov
- Eritrichium pseudostrictum Popov
- Eritrichium pulvinatum (V.V.Petrovsky) Ovczinnikova
- Eritrichium pulviniforme Popov
- Eritrichium putoranicum Ovczinnikova
- Eritrichium qofengense Y.S.Lian & J.Q.Wang
- Eritrichium relictum Kudab.
- Eritrichium sajanense (Malyschev) Sipliv.
- Eritrichium sericeum (Lehm.) A.DC.
- Eritrichium serxuense W.T.Wang
- Eritrichium sichotense Popov
- Eritrichium sinomicrocarpum W.T.Wang
- Eritrichium spathulatum (Benth.) C.B.Clarke
- Eritrichium splendens Kearney ex W.Wight
- Eritrichium subjacquemontii Popov
- Eritrichium tangkulaense W.T.Wang
- Eritrichium thomsonii (C.B.Clarke) I.M.Johnst.
- Eritrichium thymifolium (A.DC.) Y.S.Lian & J.Q.Wang
- Eritrichium tianschanicum Iljin ex Ovczinnikova
- Eritrichium tschuktschorum Jurtzev & V.V.Petrovsky
- Eritrichium turkestanicum Franch.
- Eritrichium tuvinense Popov
- Eritrichium uralense Serg.
- Eritrichium villosum (Ledeb.) Bunge
- Eritrichium wangwencaii Li Bing Zhang & Yi F.Duan